# Tarata (comuna)
Tarata fue una de las comunas que integró los antiguos departamentos de Tacna y Tarata, en la provincia chilena de Tacna.
En 1907, de acuerdo al censo de ese año, la comuna tenía una población de 7611 habitantes. Su territorio fue organizado por decreto del 22 de diciembre de 1891, a partir del territorio de las subdelegaciones 5.° Pocollai, 6.° Pachía, 7.° Palca, 8.° Tarata, 9.° Sama y 10.° Calana, según los límites asignados por los decretos del 9 de noviembre de 1885 y el 10 de mayo de 1886.

## Historia
La comuna fue creada por decreto del 22 de diciembre de 1891, con el territorio de las subdelegaciones 5.° Pocollai, 6.° Pachía, 7.° Palca, 8.° Tarata, 9.° Sama y 10.° Calana, según los límites asignados por los decretos del 9 de noviembre de 1885 y el 10 de mayo de 1886.
En la comuna de Tarata funcionaba una oficina propia del Registro Civil desde 1885.

Provincia de Tacna, Chile entre 1911 y 1921 durante la existencia del departamento de Tarata.

Con la creación del departamento de Tarata el 2 de diciembre de 1911, mediante la Ley N.º 2.575, la comuna de Tarata pasa a ser capital departamental. Dicha situación se mantuvo hasta 1921, año en que el departamento es suprimido.
El 1 de septiembre de 1925 el territorio de la comuna de Tarata volvió a Perú y la comuna chilena fue suprimida.